# Позен–Західна Пруссія (провінція)
Позен-Західна Пруссія (нім. Grenzmark Posen-Westpreußen; пол. Marchia Graniczna Poznańsko-Zachodniopruska) — провінція Вільної держави Пруссія. Столиця — Шнайдемюль (Піла). Площа — 7695 км².
Західна Пруссія була створена в 1922, з тих частин провінції Позен і західних частин Західної Пруссії, які залишилися у складі Веймарської республіки після закінчення Першої світової війни й Великопольського повстання.
Провінція Позен-Західна Пруссія була ліквідована в 1938, коли її терен було поділено між провінціями Сілезія, Померанія і Бранденбург.
Попри назву, місто Posen (Познань) не було частиною цієї провінції.

## Населення
- 1919: 326,900 1919: 326900
- 1925: 332,400 1925: 332400
- 1933: 470,600 1933: 470600